# Urs Lötscher
Urs Lötscher (* 1956 in Affoltern am Albis) ist ein Schweizer Gleitschirmpilot, -Lehrer und -Buchautor. Nach diversen Erfolgen im Paragliding World Cup hat er seine eigene Gleitschirmflugschule Sky Center in Affoltern gegründet. Bei den Red Bull X-Alps 2003 musste er an zweiter Position liegend aufgeben und wurde als Fünfter klassiert; 2005 belegte er den zweiten, 2007 den vierten Schlussrang.

## Schriften
- Gleitschirmfliegen (mit Thomas Zeller). 7. A. Volair, Küssnacht 2001, ISBN 3-9520535-0-3 (offizielles Gleitschirm-Lehrbuch des SHV)
- Gleitschirm-Paradies Schweiz. 500 Flugmöglichkeiten im Bündnerland und Wallis, 1991, ISBN 3-9520535-1-1
- Cross Country-Bike Führer Schweiz (mit Bruno Müller), 1994, ISBN 3-9520535-2-X
- Die schönsten Flugmöglichkeiten im Gleitschirmparadies Schweiz: Zentralschweiz, 1996, ISBN 3-9520535-3-8
- Die schönsten Flugmöglichkeiten im Gleitschirmparadies Schweiz: Berner Oberland – Jura, 2001, ISBN 3-9520535-4-6

| Personendaten    | Personendaten                                               |
| ---------------- | ----------------------------------------------------------- |
| NAME             | Lötscher, Urs                                               |
| KURZBESCHREIBUNG | Schweizer Gleitschirmpilot, Gleitschirmlehrer und Buchautor |
| GEBURTSDATUM     | 1956                                                        |
| GEBURTSORT       | Affoltern am Albis, Schweiz                                 |